# Moses Odubajo
Moses Adeshina Ayoola Junior Odubajo (ur. 28 lipca 1993 w Greenwich, Londyn) – angielski piłkarz występujący na pozycji pomocnika w Aris FC.